# Priti Patel
Dama Priti Patel (ur. 29 marca 1972 w Londynie) – brytyjska polityk, członek Partii Konserwatywnej. Od 2010 poseł do Izby Gmin. W pierwszym i drugim gabinecie Theresy May minister rozwoju międzynarodowego Wielkiej Brytanii. W pierwszym gabinecie Borisa Johnsona zajmowała stanowisko ministra spraw wewnętrznych, utrzymała je po rekonstrukcji rządu. Od listopada 2024 jest ministrem spraw zagranicznych w gabinecie cieni utworzonym przez Kemi Badenoch.
Pochodzi z rodziny o korzeniach ugandyjsko-hinduskich. Ukończyła studia ekonomiczne na Keele University a następnie kierunek polityka brytyjska na University of Essex.
Znana z eurosceptycyzmu, była jedną głównych postaci ruchu Vote Leave podczas kampanii przed referendum w sprawie dalszego członkostwa Wielkiej Brytanii w Unii Europejskiej. Podczas pełnienia przez nią funkcji ministra spraw wewnętrznych wprowadzono system punktowy dla osób chętnych do imigracji do Wielkiej Brytanii, w którym brane jest pod uwagę wykształcenie, zapotrzebowanie brytyjskiego rynku pracy na dany zawód oraz poziom znajomości języka angielskiego.
Jest mężatką, ma syna.

## Linki zewnętrzne

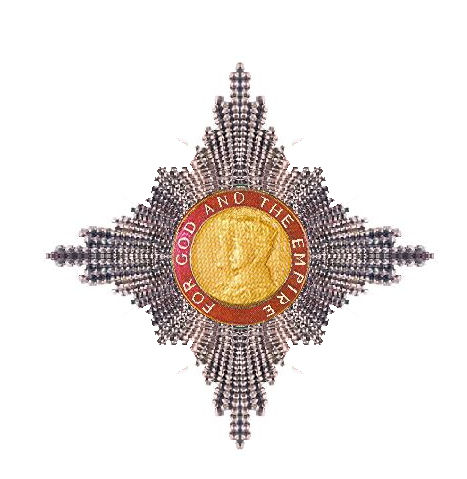
Dama orderu Imperium Brytyjskiego